# Hyracotherium

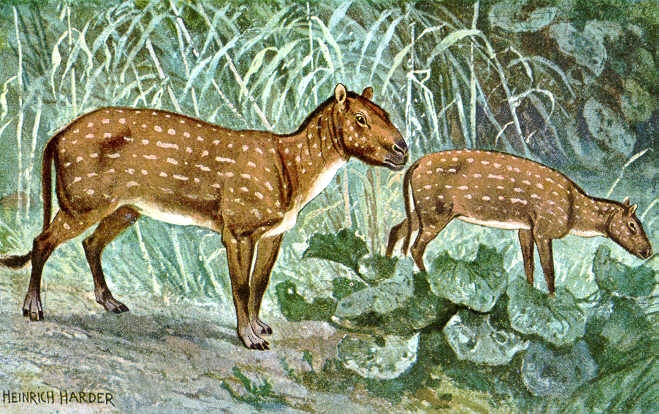
Художнє представлення

Hyracotherium — вимерлий рід дуже малих (близько 60 см у довжину) непарнопалих, знайдених у формації «Лондонська глина». Цю невелику тварину розміром з лисицю колись вважали найдавнішим відомим представником родини Коневих до того, як типовий вид, H. leporinum, перекласифікували як палеотерій. Зараз вважається, що решта видів належать до інших родів, наприклад Eohippus, який раніше був синонімом Hyracotherium.

## Опис
Гіракотерій мав середню довжину 78 см і важив приблизно 9 кг. У нього було коротка мордочка з очними западинами посередині та короткою діастемою (проміжок між передніми зубами та щічними зубами). Череп був довгий, мав 44 низькокоронні зуби. Попри те, що він мав низьку коронку зубів, на корінних зубах можна побачити зародки характерних кінських виступів. Вважається, що гіракотерій був травоїдною твариною, яка харчувалася переважно м'яким листям, а також деякими фруктами, горіхами та пагонами рослин.